# Конфитюр

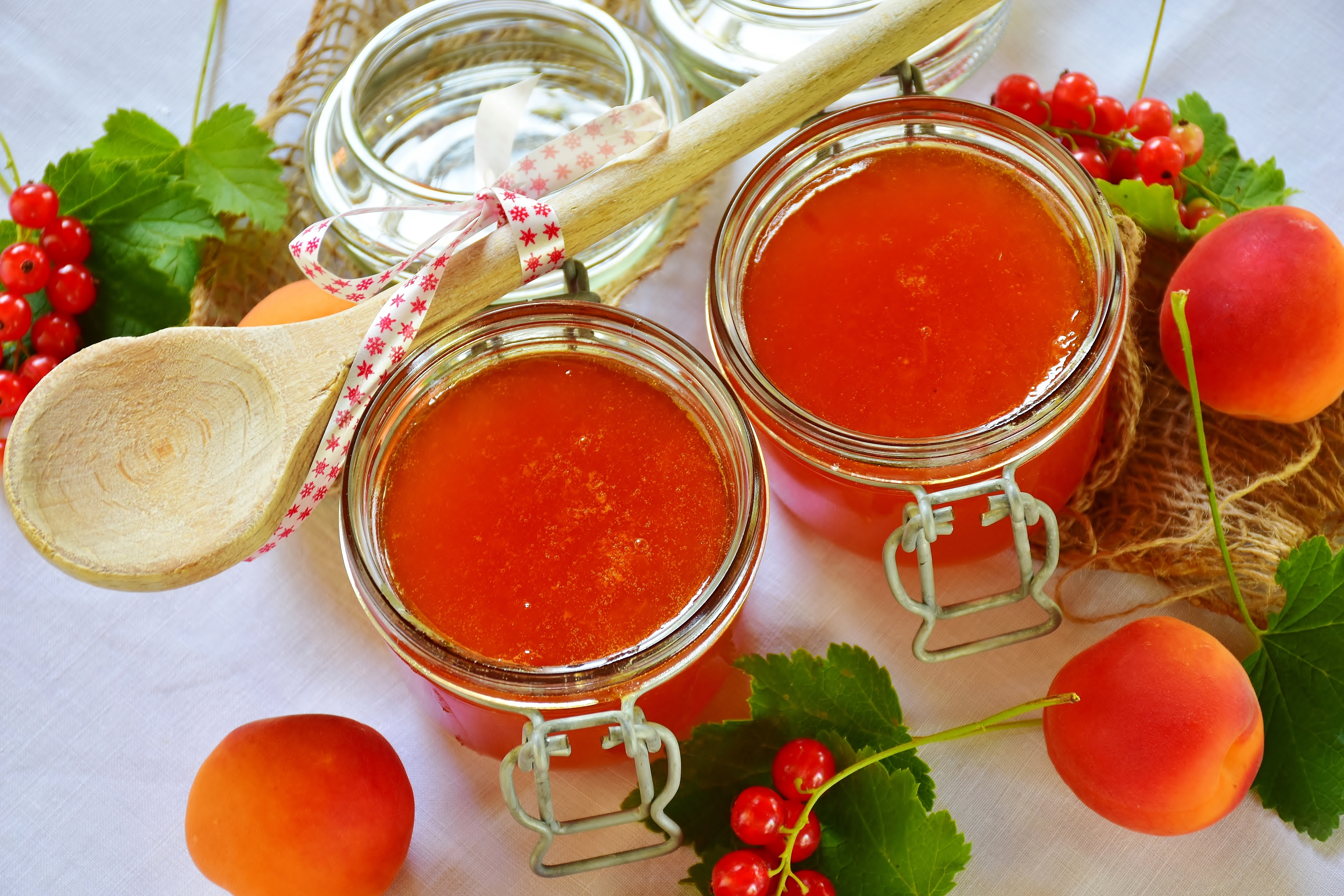
Абрикосовый конфитюр

Конфитю́р (фр. confiture от confire «варить в сахаре»), а также джем (англ. jam) — фруктово-ягодные кондитерские изделия, разновидности концентрированных фруктовых (плодово-ягодных) консервов, наравне с вареньем и повидлом.
Конфитюр и джем готовятся увариванием в сахарном сиропе (кандированием) фруктов или ягод.
Разные источники описывают конфитюр и джем как разновидности варенья, при этом они могут считаться двумя разными разновидностями, либо же конфитюр считается разновидностью джема, либо же конфитюр и джем полагаются полными синонимами; некоторые источники (в частности — современные российские ГОСТы) описывают варенья, конфитюры и джемы, как три разные группы продуктов.
Названия «конфитюр» и «джем» используются также для обозначения принятых во Франции и Англии, соответственно, рецептов аналогов русского варенья — кандированных фруктов и ягод.
Конфитюры и джемы производятся как в домашних условиях, так и промышленно.
Наравне с вареньем, конфитюр и джем позволяют долго хранить фрукты, а также употреблять в пищу твёрдые (айва) или с резким вкусом (например, лимоны) их разновидности. Такой способ консервации фруктов был редкостью и роскошью, он получил распространение начиная с XVI века, когда в Европу начал поставляться тростниковый сахар из Америки. Массово варенье, джемы и конфитюры вошли в обиход в связи с распространением дешёвого свекловичного сахара в XIX веке.
Конфитюр часто используется как полуфабрикат в кондитерском деле, в частности — как начинка для выпечки.

## Особенности

Рекламный плакат Главконсерв СССР «Детям всем полезен джем»

Конфитюр и джем представляют собой желеобразное кондитерское изделие (может классифицироваться как студень) с равномерно распределёнными в нём плодами, ягодами, или их частями; в отличие от варенья исходный продукт не должен оставаться целым, и может разрушаться в процессе варки или же изначально быть нарезанным или дроблённым, а сироп должен приобретать консистенцию желе и не должен оставаться прозрачным.
Конфитюром может называться разновидность джема, приготовленная с добавлением желирующих веществ, например, пектина или агар-агара.
Согласно современным российским ГОСТам, джем и конфитюр отличаются друг от друга консистенцией, у первого она — желейная мажущаяся, а у последнего — желейная прочная, желирующие вещества в обоих случаях могут как добавляться, так и не добавляться. Ещё одно различие может состоять в том, что для конфитюра, в отличие от джема, допускается использование протёртого исходного сырья.
В отсутствие добавок желирующих веществ, желеобразная консистенция достигается за счёт использования сырья с высоким содержанием пектина, переходящего во время варки в сироп.
Готовый продукт не должен засахариваться при хранении.
При содержании сахара более 65 %, конфитюры и джемы, как и другие виды фруктовых консервов, не нуждаются в стерилизации для длительного хранения.
Джемы и конфитюры могут быть витаминизированными, то есть изготовленными с добавлением витамина C и других витаминов.

## Приготовление

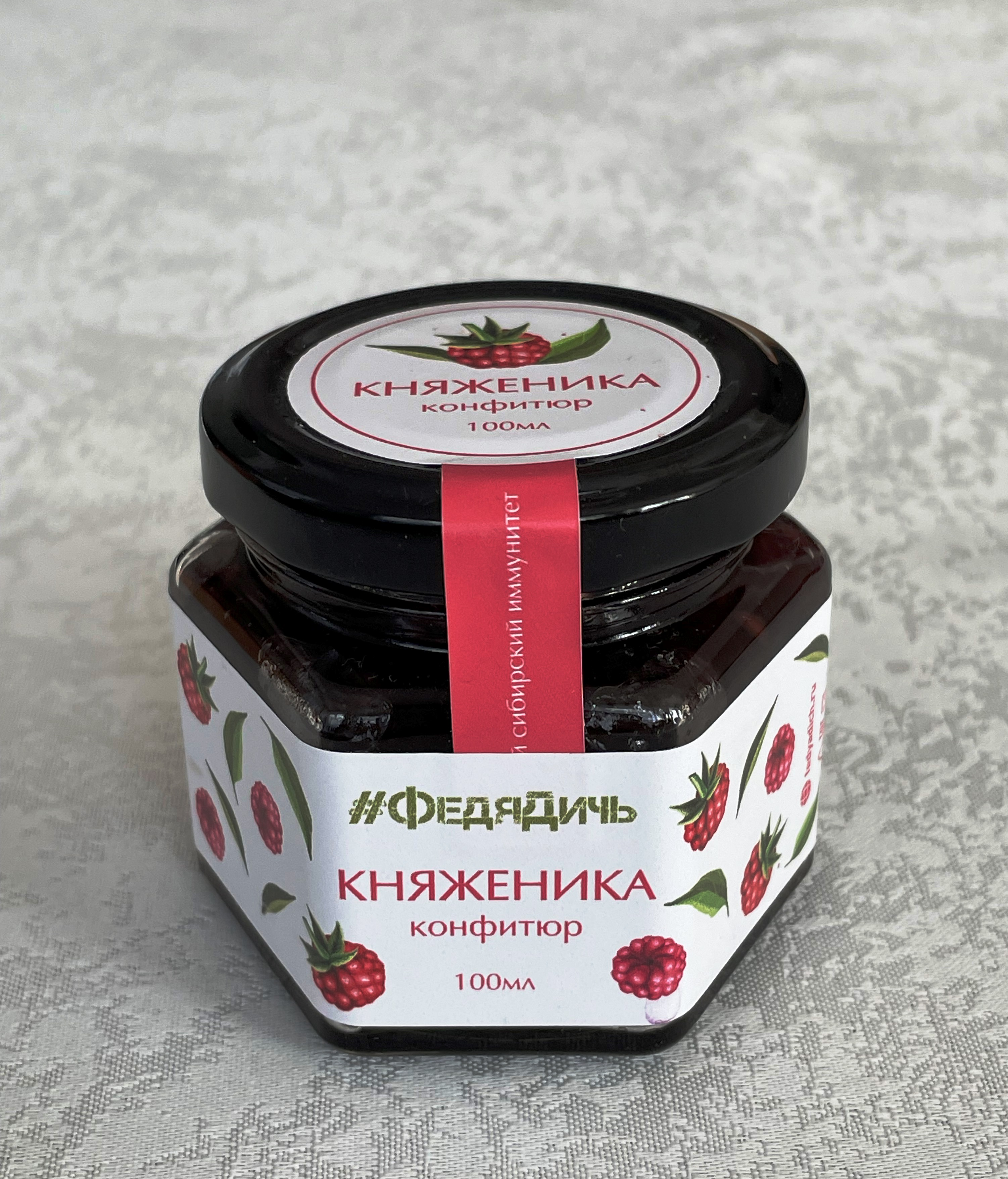
Конфитюр из княженики

Джемы и конфитюры, как и варенье, готовят из различных плодов и ягод. Также могут использоваться бахчевые культуры и некоторые виды овощей. Вместо сахарного сиропа может применяться патока или мёд. Для приготовления исходное сырье (сырое либо замороженное) предварительно бланшируют.
Наилучшими плодами для джема являются кислые сорта яблок (Антоновка и др.), айва, слива, крыжовник, земляника, малина, чёрная смородина, клюква и др.
Для приготовления джема берут качественные, вполне зрелые плоды и ягоды. Залежалые, перезрелые плоды с признаками порчи (плесневение, брожение) непригодны. Мятые и мелкие плоды, которые не годятся для варенья, могут быть использованы для варки джема.
Чёрную смородину, яблоки, айву предварительно разваривают в кипящей воде. Подготовленные плоды отмеривают, кладут в емкость и заливают густым сахарным сиропом.
Джем варят в один приём. При домашнем изготовлении джем варят в тазах, постепенно усиливая огонь и энергично перемешивая массу ложкой или шумовкой. Когда масса закипит, огонь ещё более усиливают, следя при этом, чтобы масса кипела равномерно. Появляющуюся пену нужно удалять.
Варка должна продолжаться не более 20—30 минут с момента закипания. Продолжительная варка ухудшает качество джема. Его цвет заметно изменяется, аромат ослабевает. Готовность джема узнается по капле, помещенной на тарелку: она должна быстро и сильно загустеть.
После варки джем быстро расфасовывают в глиняные сосуды или стеклянные банки. Когда джем в банках охладится и на его поверхности появится плотная корка, тару нужно немедленно укупорить — закрыть пергаментной бумагой и обвязать бечевкой.
При промышленном изготовлении в качестве загустителей могут использоваться камеди.

## Классификация
Джемы и конфитюры могут быть классифицированы по способу изготовления на стерилизованные и нестерилизованные. При этом, согласно российскому ГОСТу, нестерилизованные джемы (с консервантом или без консерванта) либо должны быть расфасованы в мелкую герметично закрытую тару, либо считаются полуфабрикатом и фасуются в крупную негерметичную тару.
Джемы и конфитюры могут также классифицироваться по консистенции: на гомогенные и гетерогенные (с кусочками ягод); по температурной устойчивости на термостабильные и нетермостабильные.
Самая высокая степень термостабильности для джемов включает в себя пределы — от −20 °С до +220 °С.

## Применение
Джемы хорошо себя зарекомендовали в изделиях, подвергающихся термообработке (выпечке или заморозке): для открытых и закрытых пирогов, для слоёных изделий, в качестве начинки для блинчиков, замороженных полуфабрикатов (вареников). Термостабильные джемы не вытекают, не растекаются во время выпечки, сохраняют все вкусовые качества, устойчивы к замораживанию-оттаиванию.
Также и гетерогенные, и гомогенные джемы прекрасно подходят для мороженого, йогуртов, глазированных сырков, творожных масс и десертов.